# Montante
Mit Montante bezeichnete man auf der iberischen Halbinsel die dortigen großen zweihändigen Schwerter, wie sie im 16./17. Jh. in Gebrauch waren. Verglichen mit den deutschen Bidenhändern der gleichen Epoche stellten sie eher schlanke und leichte Waffen dar. Die Klingen waren schmal, hatten parallele Schneiden und meist eine kurze Hohlkehle. Parierhaken waren, wenn überhaupt vorhanden, eher klein und üblicherweise nicht wie bei den deutschen Zweihändern zum Ort hin gebogen. Die Parierstangen waren ebenfalls schlichter, gerade und schnörkellos und lediglich mit zwei Parierringen versehen.
Obwohl sie zwischen Schulter- bis Scheitelhoch waren, lag ihr Gewicht meist merklich unter zweieinhalb Kilogramm. Die überlegene Reichweite ist, ebenso wie die durch das geringe Gewicht und den rund 50 cm langen Griff ermöglichte hohe Schnelligkeit dieser Waffe, elementar für die zugehörige Fechtkunst mit dem spanisch-portugiesischen Montante.

## Abgrenzung zu anderen Schwertformen
Waren die deutlich kürzeren zweihändigen Schwerter der anderen europäischen Fechtbuchtraditionen auf den Zweikampf, das Duell, hin ausgerichtet, so sind die großen Zweihänder wie sie in den spanischen und portugiesischen Überlieferungen ab dem späten 16. Jh. zu finden sind, für gänzlich andere Einsatzzwecke vorgesehen. Das Montante war vielmehr eine Flächenwaffe für asymmetrische Bedrohungslagen (meist mehrere, unterschiedlich bewaffnete Gegner auf einmal) und wurde hauptsächlich von spezialisierten Profis, wie Leibgarden u. ä., eingesetzt. 

## Die zugehörige Fechtkunst
Entsprechend dem Einsatzzweck zeigt sich auch der Aufbau der erhaltenen Lehren. In der Hochzeit der Spanischen Rapierkampfkunst „la verdadera Destreza“ ist in einigen wenigen Fällen auch die wohl auf dem älteren Escrima Vulgar/Escrima Commun basierende Kunst mit dem großen Montante niedergeschrieben worden. Diese Montanteabhandlungen zeichnen sich dadurch aus, dass sie in sogenannten „Regeln“ gegliedert sind. Eine Regel beschreibt eine Technikkombination für eine bestimmte Situation oder Gefechtslage. So gibt es eine spezielle Regel für Umzingelungssituationen in engen Gassen, eine andere Regel, um eine schutzbefohlene Dame zu verteidigen, eine Regel gegen Schildträger oder Stangenwaffenkämpfer, eine Regel zum Kämpfen auf dem schmalen Laufsteg einer Galeere usw. Darüber hinaus gibt es noch ein paar Regeln, welche nur als Übung zum Trainieren bestimmter Fähigkeiten und Bewegungsmuster gedacht sind, vergleichbar mit den Soloformen fernöstlicher Kampfkünste.
Gemein ist allen diesen Regeln, dass hier meist mehrere Gegner auf einmal angenommen werden, die jedoch eine andere Bewaffnung als man selbst aufweisen. Meist wird die Art der gegnerischen Bewaffnung nicht explizit genannt, sodass hier allgemein von leichteren Waffen (Rapiere, Seitschwerter, Messer) als man selbst ausgegangen wird, also eine asymmetrische Bedrohungslage vorherrscht. Durch Ausnutzung der überlegenen Reichweite und Masse des Montantes soll die zahlenmäßige Überlegenheit des Gegners kompensiert werden. Im Kampf gegen mehrere Gegner ist es wichtig, permanenten Druck gegen alle Angreifer gleichermaßen aufrechtzuerhalten, damit der Verteidiger nicht von dem Angreifer hinter oder neben ihm erschlagen wird, während er sich auf den Gegner vor ihm konzentriert.
Entsprechend wird das Montante häufig in durchlaufenden flachen Schwüngen geführt, die viel Raum abdecken und somit eine ganze Gegnergruppe in Schach halten können. Dabei werden keine Punktziele wie Körperteile oder Einzelpersonen angegriffen, sondern vielmehr Räume bestrichen. Das Montante ist also vielmehr eine Flächenwaffe. Jeder Hieb geht ohne Unterbrechung flüssig in den Nächsten über. Hier gleicht es entfernt dem deutschen Konzept Liechtenauers für das Zufechten, wo Vor- und Nachschlag als flüssige Einheit gefordert werden. Im Gegensatz zur Liechtenauerschen Schule wird beim Montante jedoch die Bindungsarbeit gänzlich vermieden, da eine gebundene Waffe allen anderen Gegnern Tür und Tor zum Angriff auf ungedeckten Stellen öffnet. Aus demselben Grund kommen auch Stiche recht selten und nur in ganz bestimmten Situationen vor.
Die verwendeten Hiebe sind, verglichen mit den fünf Häuen Liechtenauers, eher simpel. Die Kunst liegt mehr in der komplexen Beinarbeit, die bei diesen großen und aus dem ganzen Körper heraus geführten Waffen notwendig ist, um in ständig wechselnde Richtungen wirken zu können. So kommen des Öfteren komplette Körperdrehungen und sogar Drehsprungangriffe, z. B. gegen Stangenwaffen oder Umzingelungssituationen, vor.
Zum Vorgehen gegen schwerer bewaffnete Gegner wie Stangenwaffen- oder Schildträger existieren einige gesonderte Regeln.
In den meisten Quellen zum Montante werden auch 1–2 Regeln für den Kampf gegen ein anderes Montante beschrieben. Jedoch wird hier stets betont, dass das ein eher seltener Fall ist und das Duell nicht den originären Einsatzzweck des Montante darstellt.